# Combo Cup
La Combo Cup es un torneo de Machine Dance que se celebra anualmente entre los meses de noviembre y diciembre en Alicante. Se trata de un torneo en modalidad de participación abierta, lo que quiere decir que cualquiera puede inscribirse y participar en él, sin ningún límite. El torneo, pese a celebrarse en Alicante, tiene carácter nacional, por lo que participan en él jugadores de toda España. La normativa y el sistema de juego del torneo se actualizan cada año, a fin de utilizar siempre los sistemas de competición más actuales, innovadores o experimentales en Machine Dance. La primera edición de este torneo tuvo lugar en 2004 y fue el primer torneo de Machine Dance disputado en Alicante, además de ser uno de los primeros en toda España en ser disputados fuera de Madrid. Actualmente es el torneo anual de Machine Dance con más solera a nivel nacional.
Se trata de un torneo que se ha caracterizado siempre por su innovación. El torneo comenzó ya en su primera edición por ofrecer unos premios poco corrientes en los torneos de Machine Dance hasta el momento. En siguientes ediciones, ha sido el primero en experimentar con sistemas de juego alternativos como la Normativa DUO, y también ha sido el primero en ser auspiciado por una universidad española, en este caso, la Universidad de Alicante. 
La Combo Cup fue creada por el grupo de creación y ocio informático Cheesetea. Hasta la fecha, Cheesetea ha organizado todas las ediciones de la Combo Cup, además de muchos otros torneos de Machine Dance que incluyen su participación en varios Campeonatos de España.

## Historia
A continuación se detalla cada una de las ediciones de la Combo Cup, junto con enlaces a sus resultados:
| Ediciones de la Combo Cup |        |                        |                 |               |            |
| Año                       | Fecha  | Nombre                 | Ganador/es      | Participantes | Resultados |
| 2004                      | 28 nov | Primer Torneo Alicante | ronaldo         | 20            | PDF        |
| 2005                      | 18 dic | Combo Cup 2005         | Eneko y ronaldo | 12            | PDF        |
| 2006                      | 21 dic | Combo Cup 2006         | ronaldo         | 23            | PDF        |
| 2007                      | 17 nov | Combo Cup 2007         | ronaldo         | 35            | PDF        |
| 2008                      | 29 nov | Combo Cup 2008         | ronaldo         | 40            | ??         |

## Enlaces
- Cheesetea: Grupo organizador de la Combo Cup
- Organismo nacional de gestión de ranking y torneos españoles de Machine Dance
- Comunidad española de Dance Dance Revolution
- Stepmania: Simulador gratuito de baile para jugar al Machine Dance
- Youtube: Video promocional de la Combo Cup 2007

- Datos: Q5778858